# Habenaria pungens
Habenaria pungens är en orkidéart som beskrevs av Célestin Alfred Cogniaux och Carl Ernst Otto Kuntze. Habenaria pungens ingår i släktet Habenaria och familjen orkidéer. Inga underarter finns listade i Catalogue of Life.

## Bildgalleri

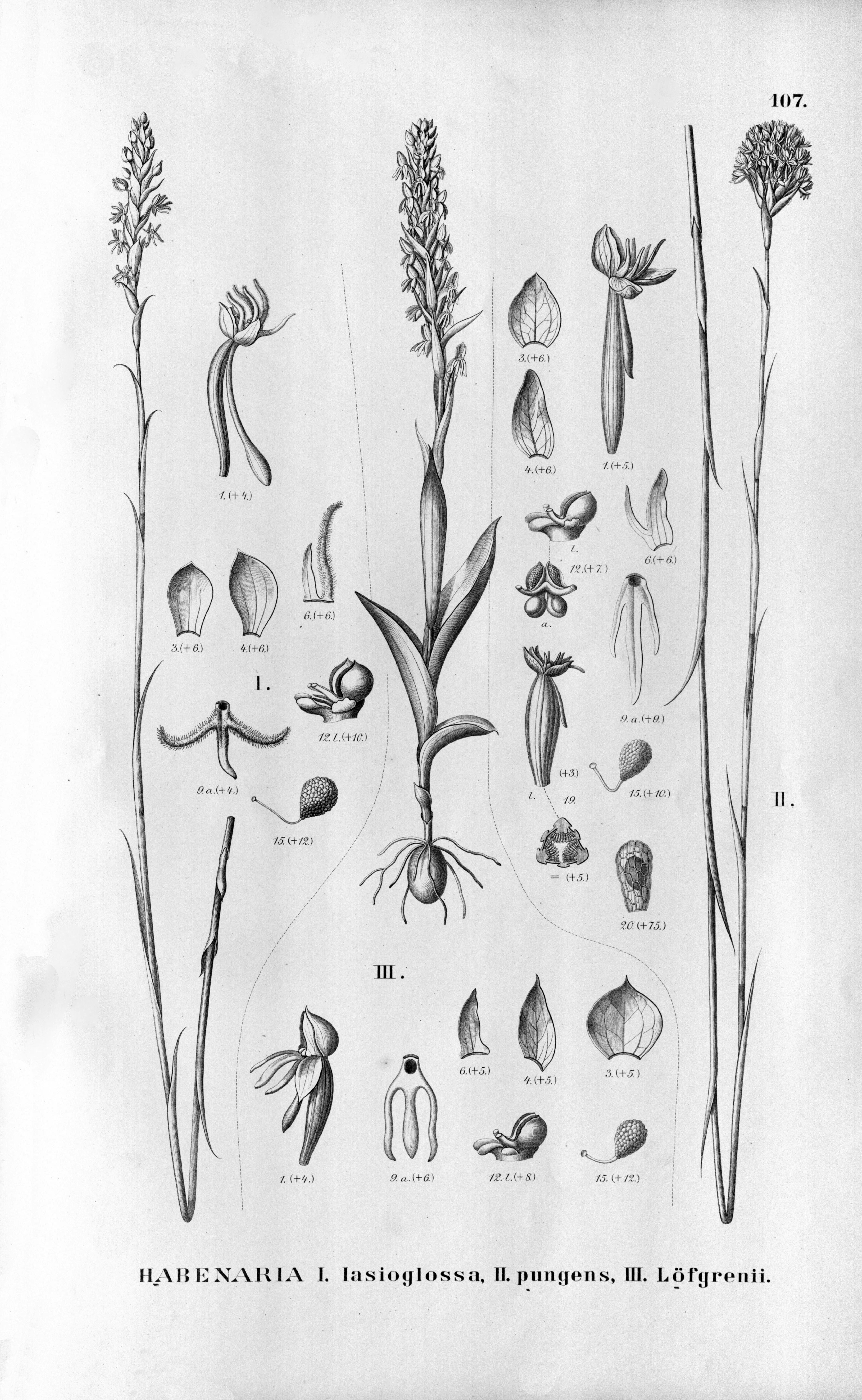